# 배턴버그 케이크

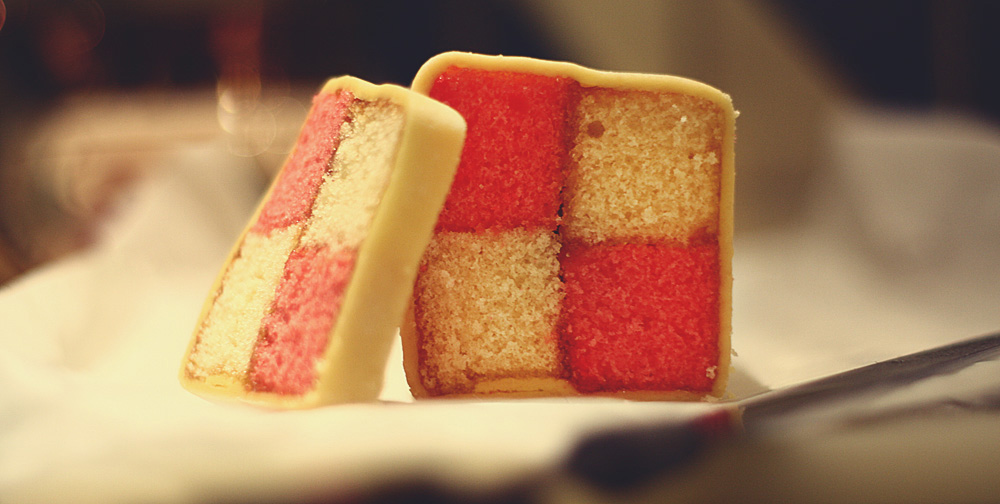

배턴버그 케이크(Battenberg cake)는 다양한 색상의 섹션을 잼과 함께 묶고 마지팬으로 덮은 가벼운 스펀지 케이크이다. 케이크를 단면으로 자르면 분홍색과 노란색이 번갈아 나타나는 독특한 2x2 체크 패턴이 나타난다. 영국의 구급차에 있는 체크 무늬 패턴은 케이크와 닮았기 때문에 공식적으로 배턴버크 표시(Battenburg marking)라고 불린다.
찰스 네빈(Charles Nevin)은 인디펜던트(The Independent)에서 다음과 같이 썼다. "배턴버그 케이크는 전형적인 영국식이다. 최초의 케이크는 1884년에 빅토리아 여왕의 손녀이자 필립공의 할머니인 빅토리아 공주와 결혼한 바텐베르크의 루이스 왕자를 축하하기 위해 구워졌다." 초기 배턴버그에는 25개의 정사각형이 있었으며, 식품 역사가 이반 데이는 라이온스(Lyons)와 같은 대형 산업 제빵업체가 케이크를 생산하기 시작했을 때 단순화된 4개의 패널 케이크가 발생했다고 말한다.